# Polaris Bank
Pour les articles homonymes, voir Polaris.
 (février 2024).
Polaris Bank SARL est une banque commerciale basée au Nigeria. Elle est agréée par la Banque centrale du Nigéria, l'organisme de réglementation bancaire du pays.En octobre 2022, la banque a été rachetée par Strategic Capital Investment Limited.

## Aperçu
Polaris Bank est un important fournisseur de services financiers en Afrique de l'Ouest et en Afrique centrale dont le siège est au Nigeria. En septembre 2010, l'actif total de la banque était évalué à plus de 3,9 milliards de dollars américains (NGN : 611,5 milliards), avec des capitaux propres d'environ 630 millions de dollars américains (NGN : 98,4 milliards).

## Histoire
La banque fait remonter ses origines à 1989, lorsque Prudent Bank Plc a été constituée en société à responsabilité limitée. En 1990, la banque a obtenu une licence de banque d'affaires. La même année, elle a été rebaptisée Prudent Merchant Bank Limited. En 2006, Prudent Merchant Bank Limited a fusionné avec quatre autres banques pour former Skye Bank Plc,:
- Bond Bank Limited
- EIB International Bank Plc.
- Reliance Bank Limited
- Co-operative Bank Plc.

En mai 2021, la banque a lancé VULTe, sa plateforme de banque numérique." The bank also offers Internet banking and mobile banking. In 2014, the bank acquired Mainstreet Bank Limited.

## Possession
Le 21 septembre 2018, Godwin Emefiele, le gouverneur de la Banque centrale du Nigeria a annoncé à Lagos que la banque faîtière avait révoqué le permis d'exploitation de Skye Bank,,. Il a également déclaré que les actifs et passifs de la banque seraient repris par une nouvelle entité, Polaris Bank en raison de l'incapacité des actionnaires de la Skye Bank à recapitaliser adéquatement la banque après l'intervention de 2016.
En août 2022, la direction de Polaris Bank a démenti les informations selon lesquelles la banque aurait été vendue à Auwal Lawan Abdullah, un proche d'Ibrahim Babangida,.
Le 20 octobre 2022, la Banque centrale du Nigeria et Asset Management Corporation of Nigeria (AMCON) ont annoncé la vente de 100 % des capitaux de Polaris Bank à Strategic Capital Investment Limited, qui ont payé une contrepartie initiale de 50 milliards de nairas (environ 115 millions de dollars). Ils ont également accepté de payer 1 305 milliards de nairas (environ 3 milliards de dollars) en obligations que la Banque centrale du Nigeria et AMCON avaient injectées dans Polaris. Grâce à cette transaction, la Banque centrale du Nigeria et AMCON ont récupéré l'intégralité du capital injecté dans Polaris depuis 2018.
Le 10 janvier 2024, la Banque centrale du Nigeria a dissous le conseil d'administration et la direction de Polaris Bank et a nommé Kayode Lawal au poste de nouveau president.

## Réseau d'agences
Polaris Bank Limited gère un réseau de succursales interconnectées de plus de 224 succursales dans toutes les régions du Nigéria. La banque a son siège à 3 rue Akin Adesola, Victoria Island, Lagos State, Nigeria.

## Gouvernance
Depuis 2016, le président du conseil d'administration est M. K. Ahmad, qui a présidé le conseil d'administration composé de 16 membres. Le PDG et directeur général du groupe était Innocent Ike, nommé en septembre 2020.
À la suite de l'acquisition par Strategic Capital en octobre 2022, Adekunle Sonola est devenu directeur général.
Le 10 janvier 2024, la Banque centrale du Nigeria a dissous le conseil d'administration et la direction de la Polaris Bank et a nommé Kayode Lawal au poste de nouveau directeur général.